# Suctobelbila sexnodosa
Suctobelbila sexnodosa är en kvalsterart som beskrevs av Balogh 1968. Suctobelbila sexnodosa ingår i släktet Suctobelbila och familjen Suctobelbidae. Inga underarter finns listade i Catalogue of Life.